# FCヴシュトリア
FCヴシュトリア（英語: FC Vushtrria）は、コソボのミトロヴィツァ郡ヴシュトリをホームタウンとするサッカークラブ。

## 歴史
クラブは1922年5月9日に創設された。2012年6月、コソヴァ・ヴシュトリ（Kosova Vushtrri）はラムコス・ガルヴァスチール（Llamkos GalvaSteel）に買収された。2013-14シーズンはラムコス・コソヴァ（Llamkos Kosova）のクラブ名でスーペルリーガ初優勝を飾った。同シーズンのスーペルクパ・エ・コソヴァスでも優勝した。2015年、FCヴシュトリアに改称した。

## タイトル
- ライファイゼン・スーペルリーガ：1回
  - 2013-14
- スーペルクパ・エ・コソヴァス：1回
  - 2013-14

出典

## 過去の成績
| シーズン | リーグ           | 順位 | 試 | 勝 | 分 | 敗 | 得 | 失 | 差  | 点 | クパ・エ・コソヴァス |
| -------- | ---------------- | ---- | -- | -- | -- | -- | -- | -- | --- | -- | -------------------- |
| 2013-14  | スーペルリーガ   | 01位 | 33 | 19 | 7  | 7  | 48 | 22 | +26 | 64 |                      |
| 2014-15  | スーペルリーガ   | 05位 | 33 | 13 | 11 | 9  | 36 | 27 | +9  | 50 |                      |
| 2015-16  | スーペルリーガ   | 12位 | 33 | 6  | 8  | 19 | 24 | 52 | −28 | 26 |                      |
| 2016-17  | リーガ・エ・パラ | 位   |    |    |    |    |    |    |     |    |                      |

## 歴代所属選手
- アルバン・ホジャ 2010
- ミロト・ラシツァ 2013-2015